# Marokkó a 2018. évi téli olimpiai játékokon
Marokkó a dél-koreai Phjongcshangban megrendezett 2018. évi téli olimpiai játékok egyik részt vevő nemzete volt. Az országot az olimpián 2 sportágban 2 sportoló képviselte, aki érmet nem szerzett.

## Alpesisí
Férfi
| Versenyző      | Versenyszám      | 1. futam      | 1. futam      | 2. futam | 2. futam | Összesítés | Összesítés |
| Versenyző      | Versenyszám      | Idő           | Hely.         | Idő      | Hely.    | Idő        | Helyezés   |
| -------------- | ---------------- | ------------- | ------------- | -------- | -------- | ---------- | ---------- |
| Adam Lamhamedi | Óriás-műlesiklás | 1:18,50       | 61.           | 1:17,54  | 54.      | 2:36,04    | 53.        |
| Adam Lamhamedi | Műlesiklás       | nem ért célba | nem ért célba | kiesett  | kiesett  | kiesett    | kiesett    |

## Sífutás
Távolsági
Férfi
| Versenyző      | Versenyszám | Idő     | Helyezés |
| -------------- | ----------- | ------- | -------- |
| Samir Azzimani | 15 km       | 47:39,9 | 107.     |